# Варнсторфія нібисолом'яна
Варнсторфія нібисолом'яна (Warnstorfia pseudostraminea) — вид мохів порядку гіпнобрієвих (Hypnales).

## Поширення
Ареал охоплює такі частини світу: Європа, Північна Америка, Азія.
Населяє бідні та кислі біотопи (порушені), слабко пологі бідні болота, канави, періодично заповнені водою западини; від низьких до високих (0–2200 метрів).

## Характеристика
Рослини зелені, жовто-зелені або коричневі. Стеблові листки вузькояйцевидно-трикутні або яйцеподібні, майже прямі, злегка серповидні, рідше сильно серповидні, увігнуті; краї ± цільні або тонкозубчасті; верхівка тупа, загострена або тупа, загнута.